# The Cage
The Cage (originaltiel: La Cage) är en fransk biografisk sport- och dramaserie som hade premiär på strömningstjänsten Netflix den 15 november 2024. Första säsongen består av fem avsnitt. Serien är skapad av Franck Gastambide, som även skrivit manus tillsammans med Bosh och Melvin Boomer. Gastambide spelar själv en av huvudrollerna.

## Handling
Serien kretsar kring sporten mixed martial arts (MMA) både i och utanför buren.

## Rollista (i urval)
- Franck Gastambide
- Bosh
- Melvin Boomer
- Antoine Simoni
- Gregory Defleur
- Ciryl Gane